# عازف القيثارة التركي (منوجهري)
عازف القيثارة التركي هي قصيدة فارسية كتبها الشاعر منوجهري، وهو شاعر البلاط الملكي الفارسي في القرن الحادي عشر. وتُعرف أيضًا باسم (در مدح اسپهبد منوچهر ابن قابوس) والذي يعني «في مدح الإسبهباد منوجهر بن قابوس»، ورقم القصيدة هو 39 في الأعمال الكاملة (ديوان) منوحهري.
القصيدة (مديح، أو غزل) على الطراز العربي، تتكون من 30 أو 31 بيتًا، جميعها بنفس القافية. إن الأسطر العشرة الأولى تمجد جمال ومهارة عازف القيثارة الذي يعزف في مهرجان الخريف في مهرغان. وتصف الأسطر من 11 إلى 16 شراسة وصفات منوجهر الحربية، الذي يوجه إليه القصيدة؛ وتصف الأسطر من 17 إلى 23 حصان الحرب الرائع للحاكم. ويواصل الشاعر تشجيع منوجهر على الاستمتاع بالعيد وينتهي بالدعاء بأن تستمر مسيرته المهنية ناجحة ومجيدة.
تتميز القصيدة بقوافيها الموسيقية، والتي تحاكي دقات القيثارة (تشانغ (جنك فارسي)) وتلعب على معاني مختلفة للكلمات. كما هو الحال في العديد من قصائد مانوشهري، فإنه يعبر عن سعادته بالعيد وأفراح الحياة.[بحاجة لمصدر]

## القصيدة
1
بینی آن ترکی که او چون برزند بر چنگ، چنگ
از دل ابدال بگریزد به صد فرسنگ، سنگ
هل ترى ذلك التركي الذي عندما يضرب بيده (كانغ) على القيثارة (كانغ)
الحجر (الذي يقع على) قلب المصلين يهرب لمسافة مائة فرسخ؟
2
بگسلد بر اسب عشق عاشقان بر تنگ صبر
چون کشد بر اسب خویش از موی اسب او تنگ تنگ
يكسر على حصان عاشقيه من الحب حزام الصبر الزائد
كلما شد على حصانه حزام شعر الخيل بإحكام.
3
چنگ او در چنگ او همچون خمیده عاشقی
با خروش و با نفیر و با غریو و با غرنگ
قيثارته في يده تشبه تمامًا العاشق المنحني،
مع البكاء والعويل والتأوه والنحيب.
4
عاشقی کو بر میان خویش بر بسته‌ست جان
از سر زلفین معشوقش کمر بسته‌ست تنگ
عاشق ربط روحه على جنبيه؛
وقد ربط حمله بإحكام على رأس حبيبته ذات الشعر المجعد.
5
زنگیی گویی بزد در چنگ او در چنگ خویش
هر دو دست خویش ببریده بر او مانند چنگ
كأن الحبشي وضع يده في يده
وقطع يديه لأجله كالأعرج. (؟)
6
وان سر انگشتان او را بر بریشمهای او
جنبشی بس بلعجب و آمد شدی بس بی‌درنگ
وتلك أطراف أصابعه على خيوط الحرير
لديها اهتزاز مذهل للغاية وتحرك سريع جدًا ذهابًا وإيابًا.
7
بین که دیباباف رومی در میان کارگاه
دیبهی دارد به کار اندر، به رنگ بادرنگ
إنه مثل نساج الحرير اليوناني في وسط ورشته
في خضم صنع الديباج بلون البرتقال.
8
بر سماع چنگ او باید نبید خام خورد
می‌خوش آید خاصه اندرمهرگان بر بانگ چنگ
عند الاستماع إلى قيثارته يجب شرب النبيذ الجديد؛
النبيذ لذيذ خاصة في مهرجان مهرغان مع موسيقى القيثارة.
9
خوش بود بر هر سماعی می، ولیکن مهرگان
بر سماع چنگ خوشتر بادهٔ روشن چو زنگ
النبيذ لذيذ في أي حفل موسيقي، ولكن في مهرجان
في حفل قيثارة، يصبح النبيذ أكثر لذة وهو يلمع مثل أشعة الشمس.
10
مهرگان جشن فریدونست و او را حرمتست
آذری نو باید و می خوردنی بی‌آذرنگ
المهرجان هو مهرجان فريدون، ويكرمه.
لا بد من آزار جديد وشرب الخمر بلا حزن.

## طالع أيضًا
- منوجهري
- جانغ (آلة موسيقية)

## فهرس
- براون، إي جي (1906). تاريخ الأدب الفارسي . المجلد 2، الفصل 2، وخاصة ص. 153–156. رقم ISBN 0-7007-0406-X
- كلينتون، جيروم دبليو. (1972). ديوان منوجهري دامغاني؛ دراسة نقدية . (مينيابوليس: المكتبة الإسلامية.)
- "EIr" (2004، تم التحديث في عام 2012). "المثلية الجنسية في الأدب الفارسي" . الموسوعة الإيرانية .
- إلويل-سوتون، إل بي (1975). "أسس علم العروض والمقاييس الفارسية" . إيران ، المجلد 13. (متوفر على JSTOR).
- كازيميرسكي، أ. دي بيبرستين (1886). Manoutchehri: Poète persan du 11 ème siècle de notre ère (من 5 ième de l'hégire) : نص، ترجمة، ملاحظات، ومقدمة تاريخية. باريس. كلينكسيك. ( نسخة أخرى مؤرخة سنة 1887 ). هذه القصيدة هي رقم XXVIII، مع ترجمة فرنسية في الصفحات. 205-6 والملاحظات على الصفحات. 360–362.
- لويرجرين، بو (2003، تم التحديث في عام 2012). "القيثارة" . الموسوعة الإيرانية على الإنترنت .
- ملاح، حسين علي (1990). "تشانغ" . الموسوعة الإيرانية على الإنترنت.
- ريبكا، جان (1967). تاريخ الأدب الإيراني . شركة ريدل للنشر. ASIN B-000-6BXVT-K

## روابط خارجية
- قيثارة فارسية تعزف عليها توموكو سوغاوارا.
- محاضرة وعرض لعزف القيثارة مع الرابية زند.